# بابی جکسون
بابی جکسون (انگلیسی: Bobby Jackson؛ زادهٔ ۱۳ مارس ۱۹۷۳) بازیکن بسکتبال اهل ایالات متحده آمریکا است.
از باشگاه‌هایی که در آن بازی کرده‌است می‌توان به نیو اورلینز پلیکانز، ساکرامنتو کینگز، هیوستون راکتس، ممفیس گریزلیز، دنور ناگتس، و مینه‌سوتا تیمبرولوز اشاره کرد.